# ديف دي جونغ
ديف دي جونغ (بالهولندية: Dave de Jong)‏ هو لاعب كرة قدم هولندي، ولد في 26 أبريل 1975 في روتردام في هولندا. لعب مع نادي أوسنابروك.